# 래드브로크 작전

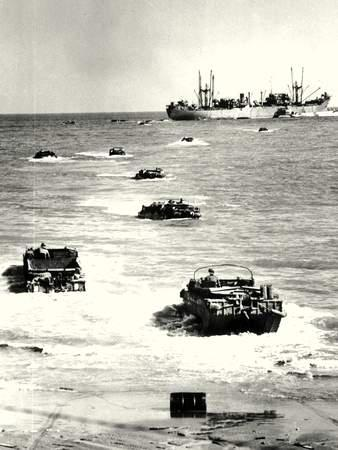

래드브로크 작전(Operation Ladbroke)은 1943년 7월 9일부터 7월 10일까지 시칠리아 남부 시라쿠사 인근에서 일어난 제2차 세계 대전의 연합군의 시칠리아 침공의 작전이다.
이 작전은 영국군이 시칠리아 남부에 위치한 전략적 거점인 시라쿠사를 탈환하기 차원에서 진행되었다. 연합군이 시라쿠사를 탈환한다는 것은 연합군의 전면적인 시칠리아 침공으로 이어진다는 것을 의미했다. 육군, 공군을 동원한 영국군이 이탈리아군과의 치열한 전투 끝에 시라쿠사를 탈환했다.